# Cyrtolabulus syriacus
Cyrtolabulus syriacus är en stekelart som först beskrevs av Giordani Soika 1968.  Cyrtolabulus syriacus ingår i släktet Cyrtolabulus och familjen Eumenidae. Inga underarter finns listade i Catalogue of Life.